# Vinay Bhat
Vinay Bhat (ur. 4 czerwca 1984 w Santa Clara) – amerykański szachista hinduskiego pochodzenia, arcymistrz od 2008 roku.

## Kariera szachowa
W 1996 zdobył w Cala Galdana brązowy medal mistrzostw świata juniorów do 12 lat. W 1999 zwyciężył w memoriale Arthura Dake'a, rozegranym w San Francisco. Normy na tytuł arcymistrza wypełnił w Qingdao (2002, turniej Tan Chin Nam Cup), Balaguerze (2006) oraz Lleidzie (2007, dz. I m. wspólnie z Aleksandyrem Dełczewem). W 2009 podzielił I m. w Lubbocku (wspólnie z Eugene'em Perelshteynem i Benjaminem Finegoldem) oraz w San Sebastián (wspólnie z Arturem Koganem, Pablo Lafuente, Matejem Sebenikiem i Marcem Narciso Dublanem).
Najwyższy ranking w dotychczasowej karierze osiągnął 1 marca 2010, z wynikiem 2549 punktów zajmował wówczas 21. miejsce wśród amerykańskich szachistów.